# Recemund
Recemund (en latin Recemundus, en espagnol Recemundo ; fl. 953-961) est un évêque et savant mozarabe de Grenade qui fut également secrétaire (kateb) du calife de Cordoue Abd al-Rahman III.
Philosophe, astronome et mathématicien parlant le latin et l'arabe, employé de la chancellerie du calife, il fut l'ambassadeur d'Abd al-Rahman III auprès du roi de Germanie Otton Ier à Francfort, avant d'être envoyé en mission officielle à Byzance et à Jérusalem.
Il est surtout connu pour être l'auteur d'un ouvrage intitulé Le Calendrier de Cordoue (Kitab al-Anwa), écrit en latin et en arabe et dédié en 961 au calife Al-Hakam II. Le Calendrier de Cordoue est un calendrier profane qui donne des indications « astronomiques » sur les saisons, les signes du zodiaque, les durées du jour et de la nuit et autres indications sur la lune et le soleil. C’est également une synthèse des connaissances météorologiques dans l’Espagne arabo-musulmane du Xe siècle. Le Calendrier de Cordoue précise également la localisation de plusieurs églises dans la région de Cordoue, ce qui permet d'envisager une certaine persistance du christianisme dans cette région du Califat.
Lors de sa mission dans le royaume de Germanie, Recemund se liera d'amité avec Liutprand de Crémone.
Il était connu en langue arabe sous les noms de Rabi Ibn Zyad, de Rabi Ibn Zyad al-Usquf, de Rabi Ibn Zyad al-Usquf al-Qurtubi ou encore de Rabi ibn Zaid al-Khatib al-Qurtubi al-Usquf.